# Miodziarz żółtostopy
Miodziarz żółtostopy (Melignomon eisentrauti) – gatunek małego ptaka z rodziny miodowodów (Indicatoridae). Występuje w zachodnio-centralnej Afryce. Ma status gatunku bliskiego zagrożenia.

## Taksonomia
Po raz pierwszy gatunek opisał Michel Louette w 1981 na łamach Revue de zoologie africaine. Holotyp pochodził z północno-wschodniej Liberii z hrabstwa Nimba. Była to dorosła samica, odłowiona 15 marca 1980. Autor nadał nowemu gatunkowi nazwę Melignomon eisentrauti. Obecnie (2020) Międzynarodowy Komitet Ornitologiczny podtrzymuje tę nazwę. Holotyp znajduje się w Królewskim Muzeum Afryki Środkowej w Tervuren. Miodziarz żółtostopy jest gatunkiem monotypowym.

## Morfologia
Długość ciała wynosi około 14,5 cm (według innego źródła 18 cm); masa ciała samców wynosi 21–29 g, samic 18–25 g. W upierzeniu nie występuje dymorfizm płciowy, samice są jedynie mniejsze od samców. Ciemię i kark oliwkowozielone, w środku bardziej szarawe, podobnie jak po bokach głowy i na szyi. Grzbiet i pokrywy nadogonowe bardziej żółtawe w stosunku do ciemienia, żółtozielone lub zielone. Dwie środkowe sterówki i nasady pozostałych 4 par brązowoczarne, końcówki owych 4 pozostałych par popielate, pozostała część sterówek głównie biała. Broda jasnoszara, gardło, pierś brzuch i boki ciała jasnoszare z żółtozielonym nalotem. Pokrywy podogonowe białe, kremowe; po bokach ciała widoczne oliwkowe pasy. Pokrywy skrzydłowe zdobią szerokie, żółtozielone krawędzie, lotki brązowoczarne z żółtymi krawędziami zewnętrznymi. Dziób żółty, żółtooliwkowy lub żółtobrązowy, kąciki dzioba żółte. Tęczówka brązowa. Stopy od jasnożółtych po żółtobrązowe.

## Zasięg występowania
Miodziarze żółtostope odnotowano w Kamerunie (dwa stwierdzenia), w Liberii, Sierra Leone (w Gola Forest), na Wybrzeżu Kości Słoniowej, w Ghanie i Nigerii. Najpewniej przedstawiciele gatunku występują na innych obszarach Afryki Zachodniej, ale są przeoczane przy okazji badań terenowych.

## Ekologia
Miodziarze żółtostope występują w lasach z częścią drzew zrzucającą liście oraz w pierwotnych lasach wiecznie zielonych na nizinach; najprawdopodobniej dobrze sobie radzą także w lasach wtórnych. Żywią się owadami, pyłkiem, niewielkimi owocami i nasionami. Na podstawie badań okazów ustalono, że w Liberii okres lęgowy trwa w marcu, a w Kamerunie przynajmniej w sierpniu i grudniu. Najprawdopodobniej są pasożytami lęgowymi, nie są jednak znani gospodarze. Obserwowano jednak, jak miodziarza przegania nikornik ciemny (Apalis sharpii), możliwe więc, że ptaki tego gatunku są gospodarzami.

## Status
IUCN od 2017 roku nadaje miodziarzowi żółtostopemu rangę gatunku bliskiego zagrożenia (NT, Near Threatened); wcześniej – od 2000 roku – miał on status „niedostateczne dane” (DD, Data Deficient), a w latach 1994 i 1996 otrzymał status narażonego (VU, Vulnerable). Jest to gatunek bardzo słabo poznany. Opisywany jest jako rzadki, tak więc jego populacja jest zapewne niewielka. Odnotowany w trzech parkach narodowych – Marahoué (Wybrzeże Kości Słoniowej), Okomu i Cross River (Nigeria) oraz kilku rezerwatach. Środowisko naturalne w obrębie zasięgu tych miodowodów pozostaje niszczone przez człowieka poprzez wycinkę, rozwój rolnictwa i górnictwa, co jak się przypuszcza, może doprowadzić do spadku liczebności populacji tych ptaków.